# جيري ديني
جيري ديني (بالإنجليزية: Jerry Denny)‏ هو لاعب كرة قاعدة أمريكي، ولد في 16 مارس 1859 في نيويورك في الولايات المتحدة، وتوفي في 16 أغسطس 1927 في هيوستن في الولايات المتحدة.

## وصلات خارجية
- جيري ديني على موقعبيزبول رفرنس.كوم (الدوري الرئيسي) (الإنجليزية)
- جيري ديني على موقعبيزبول رفرنس.كوم (الدوري الثانوي) (الإنجليزية)